# Codrii de Argint
Codrii de Argint alcătuiesc o arie protejată de interes național ce corespunde categoriei a IV-a IUCN (rezervație naturală de tip forestier), situată în județul Neamț, pe teritoriul administrativ al comunei Agapia.

## Localizare
Aria naturală (de interes forestier și peisagistic) cunoscută și sub denumirea de „Pădurea de Argint Văratec”, se află în partea central-nordică a județului Neamț și cea  nord-estică a satului Văratec în imediata apropiere a drumului național DN15G (Valea Seacă - Văratec), pe terasa inferioară a pârâului Topolița la altitudinea de 540 m.

## Descriere
Rezervația naturală cu o suprafață de 2 hectare a fost declarată arie protejată prin Legea nr.5 din 6 martie 2000 (privind aprobarea Planului de amenajare a teritoriului național - Secțiunea a III-a - zone protejate) și reprezintă o zonă împădurită, având rol de protecție pentru specii arboricole de mesteacăn (Betula pendula) secular.

## Relația cu poezia lui Mihai Eminescu
Zona a jucat un rol în creația poetului Mihai Eminescu, fiind un izvor de inspirație pentru acesta.
La asfințit se poate admira sub lumina razelor de soare „văzduhul tămâiet” descris de Mihai Eminescu în „Călin – file de poveste”. 
De treci codrii de aramă de departe vezi albind/ Și-auzi mândra glăsuire a pădurii de argint
Mihai Eminescu - „Călin, file de poveste” VIII
Toamna, odată cu schimbarea culorii frunzelor, peisajele au culori care fac peisajul să pară de poveste.
Lângă râuri argintoase, care mișcă-n mii de valuri/ A lor glasuri înmiite, printre codri, printre dealuri,/ Printre bolți săpate-n munte, lunecând întunecos,/ Acolo-s dumbrăvi de aur cu poiene constelate,/ Codrii de argint ce mișcă a lor ramuri luminate/ Și păduri de-aramă roșă răsunând armonios.
Mihai Eminescu - „Memento mori” (Panorama deșertăciunilor)

## Obiective turistice de proximitate
- Codrii de Aramă
- Mănăstirea Văratec
- Mănăstirea Agapia
- Poiana Ciungi (Obcina Văratec)
- "Drumul Reginei"[7] - 6,7 km prin pădurea Obcinii Văratec, între Mănăstirile Văratec și Agapia